# Círculo Vygotsky
O Círculo de Vygotsky (também conhecido como Círculo Vygotsky–Luria) foi uma rede informal influente de psicólogos, educadores, especialistas médicos, fisiologistas e neurocientistas, associados a Lev Vygotsky (1896–1934) e Alexander Luria (1902–1977). O grupo esteve ativo entre a década de 1920 e o início dos anos 1940 na União Soviética (Moscou, Leningrado e Kharkiv). O trabalho do Círculo contribuiu para a fundação da ciência integrativa da mente, cérebro e comportamento no contexto do desenvolvimento cultural e biossocial, também conhecida como psicologia histórico-cultural.
O Círculo de Vygotsky, por vezes referido como o "boom de Vygotsky", incorporava ideias sobre relações sociais e interpessoais, práticas de pesquisa científica empírica e a "ciência stalinista", baseada nas práticas discursivas da ciência soviética na década de 1930. O grupo se dispersou após a invasão alemã da União Soviética no início da Segunda Guerra Mundial, mas a influência de seus ex-membros foi notável na ciência soviética do período pós-guerra, especialmente depois que a psicologia soviética alcançou destaque na década de 1960. No entanto, as teorias do Círculo de Vygotsky enfrentaram desafios devido a preconceitos e concepções errôneas sobre a história da psicologia soviética.
O Círculo incluiu cerca de três dezenas de indivíduos em diferentes períodos, incluindo Leonid Sakharov, Boris Varshava, Nikolai Bernstein, Solomon Gellerstein, Mark Lebedinsky, Leonid Zankov, Aleksei N. Leontiev, Alexander Zaporozhets, Daniil Elkonin, Lydia Bozhovich, Bluma Zeigarnik, Filipp Bassin e muitos outros. O psicólogo germano-americano Kurt Lewin e o diretor de cinema e teórico da arte russo Sergei Eisenstein também são mencionados como "membros periféricos" do Círculo.

## História
O Círculo de Vygotsky foi formado por volta de 1924, em Moscou, após Vygotsky se mudar da cidade provincial de Gomel, na Bielorrússia. No Instituto de Psicologia, ele conheceu alunos de pós-graduação como Zankov, Solov'ev, Sakharov e Varshava, além do futuro colaborador Aleksander Luria.:427–428 O grupo cresceu gradualmente e operou em Moscou, Kharkiv e Leningrado, todas cidades da União Soviética. Entre o início da Segunda Guerra Mundial, em 1º de setembro de 1939, e o começo da Grande Guerra Patriótica, em 22 de junho de 1941, vários centros de pesquisa pós-Vygotsky foram formados por Luria, Leontiev, Zankov e Elkonin. O Círculo, no entanto, terminou quando a União Soviética foi invadida pela Alemanha, iniciando a Grande Guerra Patriótica.
No final da década de 1930, um novo centro foi formado por volta de 1939, sob a liderança de Luria e Leontiev. No período pós-guerra, isso se desenvolveu na chamada "Escola de Vygotsky-Leontiev-Luria". Estudos recentes mostram que essa "escola" nunca existiu formalmente.
Dois problemas são frequentemente associados ao Círculo de Vygotsky: o registro histórico da psicologia soviética, repleto de lacunas e preconceitos, e o foco quase exclusivo na figura de Lev Vygotsky, em detrimento das contribuições científicas de outros membros notáveis.

## Colaboradores
A seguir, está uma lista de pessoas associadas ao Círculo de Vygotsky: (Nota: a lista não inclui alguns colaboradores de Luria nos anos 1920-30 e membros do grupo de pesquisa de Kharkiv que não trabalharam diretamente com Vygotsky.)
- Vladimir Alekseevich Artemov
- Roza Abramovna Averbukh
- Filipp Veniaminovich Bassin
- Nikolai Aleksandrovich Bernstein
- Esfir’ Solomonovna Bein (Bejn)
- Gita Vasil’evna Birenbaum
- Rakhil’ Markovna Boskis
- Lidiya Il’inichna Bozhovich
- Izrail’ Isaakovich Danyushevskii
- Nikolai Fedorovich Dobrynin
- Marina Borisovna Eidinova
- Sergei Mikhailovich Eisenstein
- Daniil Borisovich El’konin
- Frida Iosifovna Fradkina
- Solomon Grigor’evich Gellerstein
- Liya Solomonovna Geshelina
- Nina Nikolaevna Kaulina
- Vladimir Mikhailovich Kogan
- Tat’yana Efimovna Konnikova
- Yuliya Vladimirovna Kotelova
- Mark Samuilovich Lebedinskii (Lebedinsky)
- Mira Abramovna Levina
- Roza Evgen’evna Levina
- Aleksei N. Leontiev
- Kurt Lewin
- Aleksandr Romanovich Luria
- Nataliya Aleksandrovna Menchinskaya
- Nataliya Grigor’evna Morozova
- E.I. Pashkovskaya
- Mariya Semenovna Pevzner
- Leonid Solomonovich Sakharov
- Nikolai Vasil’evich Samukhin
- A.A. Shein
- Vera Schmidt
- Zhozefina Il’inichna Shif
- Liya Solomonovna Slavina
- Ivan Mikhailovich Solov’ev (também conhecido como Solov’ev-El’pidinskii)
- Boris Efimovich Varshava
- Ksenia Ivanovna Veresotskaya
- Leonid Vladimirovich Zankov
- Alexander Zaporozhets
- Bluma Zeigarnik
- Evald Ilyenkov